# MHC DES
MHC DES is een hockeyvereniging uit Kaatsheuvel met ongeveer 900 leden. Het eerste damesteam van DES speelt vanaf het seizoen 2017-2018 in de Eerste klasse, het eerste herenteam in de Tweede klasse.

## Historie
Mixed Hockey Club Door Eendracht Sterk (MHC DES) is opgericht in de oorlogsjaren, in 1942 om precies te zijn, door twee Kaatsheuvelse studenten Jan en Frans Mallens. Op 15 maart 1942 werd de oprichtingsvergadering gehouden in het Theehuis van het voormalige Sport- en Wandelpark (het begin van wat nu de Efteling is). Op 21 april volgde de eerste algemene ledenvergadering en daar werd het allereerste bestuur gekozen: André Schalken - voorzitter, Jan Musters - secretaris, Jac van Ham - penningmeester, Mien de Gouw - commissaris en Adri Mallens - commissaris.
Tussen 1942 en 1972 kwamen er diverse sportvelden in en nabij de Efteling (er waren voetbal-, handbal- en hockeyvelden en er was een tennispark). Toen de Efteling steeds meer uitbreidde, was het snel duidelijk dat de verenigingen plaats moesten maken. Een nieuwe plek werd gevonden aan de Eikendijk, op de grens van Kaatsheuvel en Sprang-Capelle. In augustus 1972 was MHC DES de eerste sportvereniging die verhuisde. Er werd een houten clubhuis neergezet met één heren- en één dameskleedkamer met bij elk een kleine doucheruimte.
Op 11 juni 1983 werd het huidige paviljoen geopend. De vereniging had toen ongeveer 225 leden. Op 22 september 1990 werd het eerste kunstgrasveld in gebruik genomen middels een hockeywedstrijd tussen het eigen Heren I en 'De Boekaniers', een gelegenheidselftal met onder anderen Floris Jan Bovelander en Taco van den Honert, toen nog spelend voor het Nederlands elftal.
Na een kleine dip in de jaren '90, begon het ledental halverwege dat decennium weer aan te trekken. Het ledental is sindsdien door blijven groeien. Er kwamen dusdanig veel nieuwe leden bij dat een tweede kunstgrasveld noodzakelijk werd. Zo gebeurde het dat tegelijkertijd met het vervangen van de oude kunstgrasmat op het eerste veld, in maart 2004 een tweede kunstgrasveld verscheen. Het ledenaantal groeide zó snel, dat planning van de jeugdwedstrijden haast onmogelijk werd. Een derde kunstgrasveld werd officieel na de winterstop van seizoen 2012/13 in gebruik genomen.
De heren van DES behaalden in het seizoen 2014/15 na een spannend slot van de competitie de play-offs in de Derde klasse. Na een spannend toernooi in Rotterdam wist men promotie naar de Tweede klasse af te dwingen. Zowel in 2016 als 2017 heeft men zich daarin kunnen handhaven.
De dames van DES speelden al een aantal jaren in de Tweede klasse. De ambitie om te promoveren naar de Eerste klasse werd op de laatste dag van het seizoen 2015/16 net niet gerealiseerd. In 2017 was het dan wel zover. Het kampioenschap met de daarbij horende promotie werd op 11 juni 2017 een feit in een thuiswedstrijd tegen Berkel-Enschot.

## Tenue
De dames en heren spelen in afwijkende tenues. De dames en meisjes spelen in een wit shirt, oranje rokje en witte sokken. De heren en jongens spelen in een oranje shirt, witte broek en oranje sokken.